# Herman Nys
Herman Nys is emeritus gewoon hoogleraar Medisch Recht aan de Katholieke Universiteit Leuven. Hij was tevens directeur van het Centrum voor Biomedische Ethiek en Recht en consulent biolaw voor UNESCO. 
Nys behaalde het diploma van licentiaat (1974) en doctor (1980) in de rechten aan de K.U.Leuven en specialiseerde zich daarna in medisch recht aan de Universiteit van Nijmegen, als research fellow van de Raad van Europa in Parijs en Londen en als research fellow van de British Council, Center for Medical Law and Ethics, King's College London. 
In 1991 verscheen zijn boek Geneeskunde. Recht en Medisch Handelen dat ook in het Frans werd vertaald. In 2005 en 2016 verscheen een volledig herwerkte en herziene uitgave van. In 2020 publiceerde hij in de Reeks 'Beginselen van Belgisch Privaatrecht' , Gezondheidszorgberoepen. Herman Nys is ook editor van de International Encyclopaedia of Medical Law, een losbladig overzicht van het medisch recht van vele nationale staten. Zijn onderzoeksdomein betreft voornamelijk genetica, wetenschappelijk onderzoek met proefpersonen en het einde van het leven.
Hij was van 2000 tot 2006 lid van de Onderzoeksraad van de KU Leuven. Hij nam het voorzitterschap waar van de ethiekcommissie van EuropaBio (1998-2000) en treedt sinds 1996 regelmatig op als consultant voor de Wereldgezondheidsorganisatie en de Raad van Europa. Hij was de eerste voorzitter van de Federale Commissie voor de Rechten van de Patiënt (2003-2004). Daarnaast was hij lid van het Belgisch Raadgevend Comité voor Bio-ethiek, van de Evaluatiecommissie Zwangerschapsafbreking en van de Commissie voor Medische Ethiek van de faculteit Geneeskunde. Van 1997 tot 1999 was hij gasthoogleraar aan de Université catholique de Louvain en van 1999 tot 2006 hoogleraar internationaal gezondheidsrecht aan de Universiteit Maastricht.

## Privé
Herman Nys is gehuwd met Riet Leysen, emeritus rechter aan het Grondwettelijk Hof.

## Werken
- Geneeskunde. Recht en Medisch Handelen (1991)